# 死仮面
『死仮面』（しかめん）は、横溝正史の短編推理小説。「金田一耕助シリーズ」の一つ。『物語』（中部日本新聞社）に1949年5月号から12月号まで連載された作品。

## 概要と解説
本作は1949年に中部日本新聞社刊行の『物語』5月号 - 12月号に掲載されたが単行本に収録されず、幻の作品となっていたものが発掘されて、1982年にカドカワノベルズ『死仮面』（旧書籍コード 0293-771401-0946(0) ）に収録された。角川文庫『死仮面』（ISBN 4-04-112614-2）と、春陽文庫『死仮面』（ISBN 4-394-39530-5）、および同文庫『死仮面 [オリジナル版]』（ISBN 978-4-394-98010-0）に収録されている。
横溝の全作品の角川文庫への収録を目指していた中島河太郎が本作が掲載されている『物語』を国会図書館の目録で見出し、8回連載のうち7回分まで発見できたが、第4回が掲載されている8月号が欠落していた。本作が発掘された当時、横溝は『悪霊島』の稿を練っている合間に本作の全面改稿するつもりであったが、『悪霊島』刊行後、療養に努めることになった。横溝のファンからの追及が急なため、応急の策として第4回分は中島自身が補うことになった。これが現在角川文庫に収録されている版である。後年、欠落していた8月号の原稿も発見され、1998年刊行の春陽文庫版に収録されている。2024年刊行の春陽文庫新版は、1998年の旧版では不適切用語として削除や改変していたものをできる限り連載当時の表記に戻し、併せて角川版の誤植、脱落を訂正したものである。
なお、後に『死仮面された女』という原稿が横溝正史の書斎で発見され、内容が『死仮面』の冒頭部と同一だが、話を聞かされているのが金田一耕助ではなく「由利麟太郎」という人物で原稿後半部に赤い斜線があることから、日下三蔵は、当初横溝はこの話に由利を出すつもりで制作していたが、何らかの理由でこれを没にして金田一の話に書き直したと推測している。

## あらすじ
1948年（昭和23年）9月、金田一耕助が八つ墓村事件を解決後岡山県警に立ち寄った際、磯川警部から奇妙な告白書を見せられる。告白書の主は野口慎吾という岡山市の美術店の店主で、山口アケミと名乗る瀕死の女を拾って情交を重ねた挙句に死なせてしまい、彼女の生前の希望で石膏で型を取ったデス・マスクを、一つは彼女の書き残した宛先に送り、もう一つは一生の思い出として手元に残しておく、というのがその内容であった。
デス・マスクの女は、警察の捜査により銀座のキャバレーで葉山京子と名乗っていた踊り子で、4月に男を射殺して全国に指名手配されていたことが判明した。逮捕された野口は精神鑑定のために留置場からの護送中に旭川に飛び込み、死体があがらないまま行方不明となった。デス・マスクの送付先は、東京の参議院議員で川島女子学園の経営者の川島夏代であることが判明した。以上が、金田一が磯川警部から聞いた事件の概略であった。
10月なかば、銀座裏の三角ビルにある金田一探偵事務所に上野里枝という女性が訪れ、岡山のものと同一人物のデス・マスクを見せて金田一を驚かせた。デス・マスクの主は里枝の妹の山内君子で、姉の川島夏代の元に送られてきたものであった。3人とも姓が異なるのはそれぞれの父親が違うからであった。
里枝たち姉妹の母の加藤静子は昔、駒代という新橋の芸者であった。3姉妹の父親たちとはそれぞれ離縁したり死別したりして、君子の父親が死んでからは、静子は末娘の君子を抱えて1人で働いてきたが、体を壊し足腰が立たなくなってしまったことから夏代に無心をするようになった。厳格な教育者でいやしい過去を持つ母親が世間に知られることを恐れた夏代は、身内であることを秘匿したまま静子と君子を学園の敷地内にある自宅に引き取った。その家には、父親と再婚した継母から父の死後、家を追われて夏代の秘書として働く里枝も住んでいた。夏代は君子を養子の圭介と夫婦にしようと、君子を厳しくしつけて事あるごとに折檻し、それに耐えかねた君子は3月ごろに家出して行方知れずになってしまった。そして9月中ごろに岡山の見知らぬ人物から君子のデス・マスクが夏代の元に送られてきた。さらに、2、3日前、暗い窓の外から君子が、この世の者とも思えない、蒼白い生気のない顔色で覗き込むのを2人は見たのだという。
その後、10月23日の夕方、小田急沿線の砧村にある川島女子学園にお釜帽をかぶり黒眼鏡をかけて跛（びっこ）で歩く無気味な男が現れ、その翌朝、女生徒の白井澄子が寄宿舎の自室から夏代の寝室のカーテンにその男の影が映っているのを目撃し、舎監の古屋や里枝たちと寝室に飛び込むと夏代が殺害されており、その胸には君子のデス・マスクが置かれていた。ところが、そのデス・マスクは岡山から送られてきたものとは異なるものであった。事件を知った金田一が捜査本部に自分の知っている事実を述べたことから、死んだと思われていた野口慎吾が容疑者として浮かび上がった。しかし、野口が岡山の美術店を始めた7月以前の前身が全く不明で、美術店での近所付き合いもほとんど皆無であったことから、彼の手記や彼自身の存在について、虚構があるのではないかと疑われ始めた。
事件から1週間後、金田一は事件を目撃した際の状況を聴取しに白井澄子を訪ね、彼女の観察力が優れていることと、孤児だった身を夏代に養育されて恩義を感じていたことから、彼女に協力を求めた。その深夜、澄子は自室で何者かの襲撃を受ける。暗闇の中で落とした目覚まし時計の音で古屋たちが駆け付けたため、犯人は窓から逃げ出し、川島邸で圭介と取っ組み合いをした後、警察に通報していた里枝の首を絞めて気絶させ、さらに静子の首も絞めて死なせかけた後、逃走した。
その翌日、金田一は澄子と川島邸の地下室で君子のデス・マスクの原型を発見する。さらに、4月に先代の春子の胸像の除幕式があって以来、胸像のそばに幽霊が出るとの噂が流れ出したことから、胸像のそばで番をしていた古屋が、夢遊病を起こした夏代が胸像のまわりを歩き回っているのを目撃していたことを聞きだす。

## 登場人物
金田一耕助（きんだいち こうすけ）
私立探偵。
野口慎吾（のぐち しんご）
岡山市のマーケットの奥の美術店の店主。彫刻家。
川島夏代（かわしま なつよ）
参議院議員。女流教育家。川島女子学園の校長。
上野里枝（うえの りえ）
夏代の父親違いの妹。夏代の秘書。26、7歳の洋装の美人。
山内君子（やまうち きみこ）
夏代と里枝の父親違いの妹。川島家を飛び出して銀座のキャバレーの踊り子「葉山京子」を名乗る。男を射殺して行方をくらます。岡山で「山口アケミ」を名乗り、そこで最期を迎える。デス・マスクの顔の本人。
加藤静子（かとう しずこ）
夏代、里枝、君子の母。新橋の名妓であった。花柳名は「駒子」。
川島春子（かわしま はるこ）
静子の義母。夏代の祖母。川島女子学園の創始者。故人。
川島圭介（かわしま けいすけ）
夏代の養子。春子のいとこの孫。川島女子学園の教師。26歳。
白井澄子（しらい すみこ）
川島女子学園高等部の3年生。孤児。夏代に拾われて養育されてきた。
古屋（ふるや）
川島女子学園の舎監。
磯川（いそかわ）
岡山県警刑事課の警部。

## テレビドラマ

### 1986年版
『名探偵・金田一耕助シリーズ・死仮面』は、TBS系列で1986年5月12日に放送された。
- 冒頭、男を刺した（原作と違って殺してはいない）君子が川島学園に逃げ込んでくるところから始まる。
- 3箇月後、岡山で「葉山京子」（「山口アケミ」の名は使っていない）の死体とデスマスクが見つかるが、野口慎吾は行方不明。
- 岡山県警の等々力警部が、身元特定のための復顔術を依頼するため上京し、そのときに金田一にもデスマスクを見せる。
- 夏代が参議院議員という設定は無く、圭介は春子の甥である。君子の小学校卒業後、里枝も上野家を出て共に暮らしていた。
- 跛の男が生徒たちに話しかける設定は無く、澄子の居室（3人部屋）の窓の外にいきなり姿を現し、屋根の上に足跡を残す。
- 夏代が夢遊病を発症した設定は無く、覚醒状態で胸像を気にしてうろついているところを、野宿して監視していた金田一が目撃する。
- 静子は自殺未遂の後遺症で声が言葉にならない。夏代が居室に施錠して閉じ込めるが、金田一がピッキングで入り込み、君子を夏代が殺したと考えていることを筆談で聞き出す。
- 夏代は当初から心臓疾患があり、里枝や圭介が君子に化けて何度も姿を現すことによって興奮させ、心臓発作で死に至らせる。
- 東京に長期滞在していた等々力警部は夏代の死を機に岡山に戻り、部下が発見した野口慎吾が君子（京子）に似た別の女を追い回していたことを知る。
- 澄子の居室に侵入した跛の男が生徒たちに赤インクで目印を付けられたため余計な行動が必要になった展開は無い。
- 澄子が鋭い観察眼を発揮したり、圭介に疑惑を抱いたりする設定は無い。デスマスクの原型を埋めた跡は金田一が単独で地下室に入り発見。
- 火事のとき、澄子は通常の避難経路を遅れて逃げていて圭介に扼殺されそうになった。圭介は最後まで川島の財産に執着していたが里枝はそうではなく、澄子を殺そうとする圭介を里枝が制止し、圭介だけが逮捕される。

キャスト
- 金田一耕助 - 古谷一行
- 上野里枝 - 萬田久子
- 川島圭介 - 速水亮
- 川島夏代 - 加茂さくら
- 山内君子 - イヴ
- 加藤静子 - 初井言榮
- 白井澄子 - 小林聡美
- 等々力警部 - ハナ肇

スタッフ
- 企画 - 大下晴義、樋口祐三
- プロデューサー - 土屋伊豆夫、金川克斗志
- 脚本 - 宮川一郎
- 音楽 - 菅野光亮
- 撮影 - 森勝
- 照明 - 野口素胖
- 美術 - 徳田博
- 録音 - 佐藤泰博
- 編集 - 鍋島惇
- 製作協力 - にっかつ撮影所
- 企画協力 - 角川春樹事務所
- 監督 - 西村昭五郎
- 製作 - 東阪企画、TBS